# Pinus lumholtzii
Pinus lumholtzii är en tallväxtart som beskrevs av B.L. Rob och Merritt Lyndon Fernald. Pinus lumholtzii ingår i släktet tallar, och familjen tallväxter. IUCN kategoriserar arten globalt som livskraftig. Inga underarter finns listade i Catalogue of Life.

## Bildgalleri

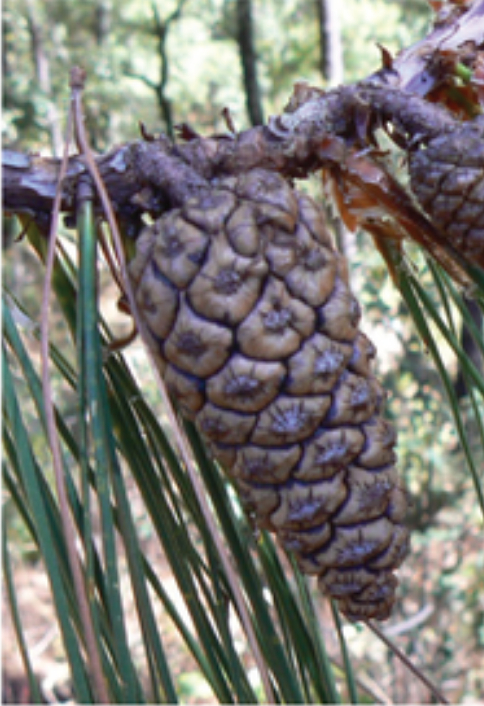
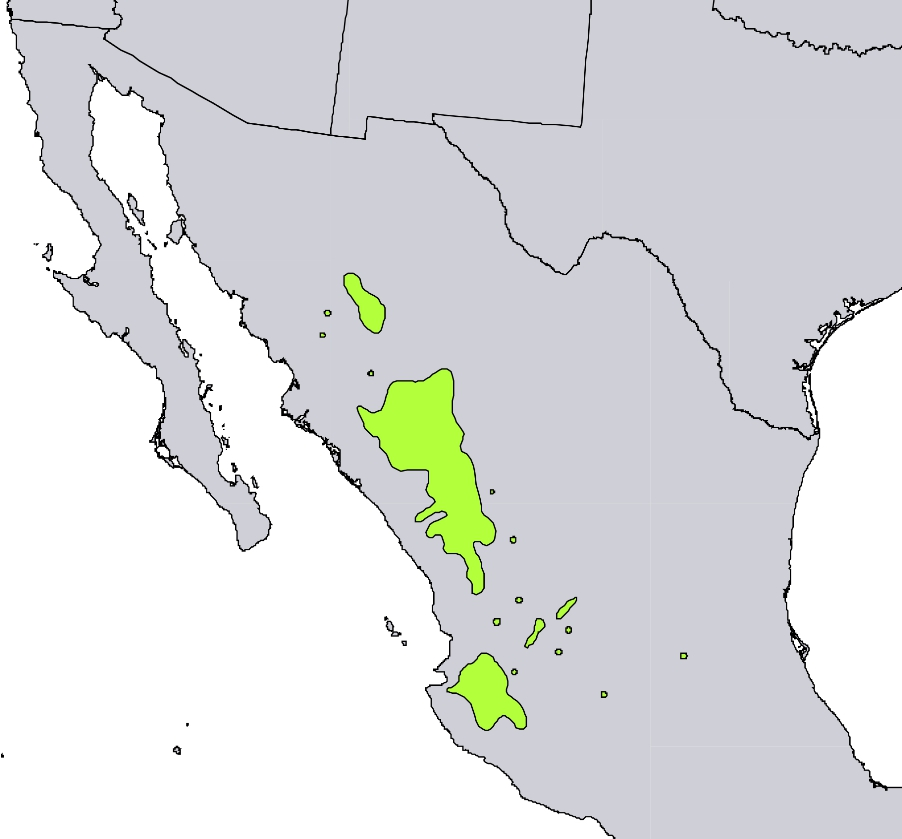